# Solothurn S-18/1100
El Solothurn S-18/1100 era una arma antitancs de 20 mm dissenyada a Suïssa, i utilitzada en la Segona Guerra Mundial per un gran numero de països.
Com a resultat de la derrota de les Potències Centrals durant la Primera Guerra Mundial i el següent Tractat de Versalles, es va prohibir a Alemanya desenvolupar noves armes. Per a poder seguir dissenyant i venent noves armes, algunes marques d'armes alemanyes van obrir subsidials a països estrangers o van comprar moltes accions per a controlar algunes marques d'altres països. Una de les marques era la companyia suïssa de Solothurn, que va ser comprada per la marca alemanya de Rheinmetall.
El S-18/1100 va començar sent una variant de tir sel·lectiu de la versió anterior del fusell antitancs S-18/1000. Com a resultat de la seva potent munició, el S-18/1100 tenia un enorme retrocés. Endemés, la seva llargada i pes feien que le seu transport fos molt difícil, i per això, aquesta arma disposava d'una carreta de dues rodes per al seu transport. Una vegada col·locat en posició, l'arma podia ser disparada des de la carreta de transport o desmuntada i disparada des d'un bipode per al seu ús antitancs. En el seu paper antitancs era capaç de penetrar entre 15 i 18 mm a una distància d'uns 300 metres, amb un angle de 30°. Podia penetrar fins a 40 mm de blindatge a 100 metres a 90°, i a 300 metres (també a 90°) podia penetrar 35 mm. A part de poder ser utilitzat com a arma antitancs, l'arma es podia montar en una montura que permetia una elevació molt alta, per funcionar així com a arma antiaèria lleugera.

## Servei
A part d'haver sigut utilitzada per les forces de Suïssa, també va ser utilitzat per les tropes d'Hongria com a Tankbuchse, a Itàlia com a Fucile anticarro, a l'Alemanya Nazi com a  2 cm PzB785(s) i a Holanda com a Geweer tp 18-1100. Les armes capturades pels alemanys van rebre la designació 2 cm PzB785(h) (els holandesos) i 2 cm PzB785(i) (els italians).